# Menyhért Palágyi
Menyhért Palágyi, en allemand Melchior ou Meinhert Palagyi, (16 décembre 1859 à Paks en Hongrie - 14 juillet 1924 à Darmstadt en Allemagne) est un philosophe, mathématicien et physicien hongrois.

## Biographie
Palágyi propose une théorie de l'espace et du temps en 1901 qui ressemble au formalisme de l'espace-temps d'Henri Poincaré et Hermann Minkowski dans le cadre de la relativité restreinte (par exemple, Palágyi utilise la coordonnée de temps imaginaire it en tant que quatrième dimension de l'espace-temps). Cependant, sa vision philosophique est incompatible avec la physique de la relativité restreinte. En conséquence, en 1914 il critique les théories d'Albert Einstein et de Minkowski. Plus tard, Max Born démontre que les critiques de Palágyi sont infondées.
Son concept de fantaisie vitale en fait l'un des précurseurs de l'anthropologie cybernétique. Sa théorie du mouvement virtuel sert de fondement à différents concepts de thérapies par le mouvement.

## Publications
- (hu) Madách Imre élete és költészete (I. Madachs Leben u. Dichtungen. Mit Portr. Von M. P.). Budapest: Athenaeum, 1900.
- (de) Neue Theorie des Raumes und der Zeit. Die Grundbegriffe einer Metageometrie. Unveränd. reprogr. Nachdr. d. Ausg. Leipzig, Engelmanns Verlag, 1901. Darmstadt: Wiss. Buchges., 1967.
- (de) Kant und Bolzano: Eine krit. Parallele. Halle a.S.: M. Niemeyer, 1902.
- (de) Der Streit der Psychologisten und Formalisten in der modernen Logik. Leipzig: W. Engelmann, 1902.
- (de) Die Relativitätstheorie in der modernen Physik. Vortrag gehalten auf dem 85. Naturforschertag in Wien. Berlin: G. Reimer, 1914.
- (de) Zur Weltmechanik. Beiträge zur Metaphysik der Physik. Mit einem Geleitwort von Ernst Gehrcke. Leipzig. Verlag von Johann Ambrosius Barth. 1925
- (de) Naturphilosophische Vorlesungen: Über die Grundprobleme des Bewusstseins und des Lebens. Leipzig: Johann Ambrosius Barth 1924.
- (de) Wahrnehmungslehre. Mit e. Einführung v. Dr. Ludwig Klages. Leipzig: Barth, 1925.